# Transports en commun d'Arcachon
 (janvier 2023).
Pour les articles homonymes, voir Baia.
Baïa est le réseau de transport en commun qui dessert Arcachon et son agglomération depuis le 1er mars 2007 et refondu sous sa forme actuelle le 4 juillet 2022. Ce réseau est géré par Transdev Urbain Bassin d'Arcachon, filiale du groupe Transdev.

## Présentation
Le réseau actuel comprend : le réseau Baïa (10 lignes urbaines et 3 lignes express) ; un service de transport à la demande la nuit ; un service de transport pour les personnes à mobilité réduite et les séniors ; le TER Nouvelle-Aquitaine (5 gares desservies dans le ressort territorial de l'autorité organisatrice de la mobilité) ; 26 circuits scolaires gérés en marché public avec une tarification spécifique, assurant le transport de 1 742 scolaires par an (année 2013) ; une offre de soirée le samedi soir, réservée aux jeunes gérée en marché réalisant 1 997 voyages en 2013 ; les bus de mer (expérimentation en été 2012 renouvelé par marché depuis l'été 2013), un site de covoiturage étendu au pays du Bassin d'Arcachon et du Val de l'Eyre.
Le réseau comptabilise 952 771 voyages en 2013 dont 313 516 pour Baïa, 250 942 pour ého!, 26 518 pour le transport à la demande (TAD), 7 288 pour le transport des personnes de mobilité réduite (TPMR) et 41 074 pour le TER. En 2013, Baïa représente 666 408 kilomètres commerciaux, le TAD 154 049 et ého! 358 813 kilomètres commerciaux. Les recettes tarifaires du réseau s'élèvent à 372 750 euros en 2013.
Le parc est composé de 72 véhicules dont 33 appartiennent à la COBAS.

Logo de 2007 à 2015
Logo depuis 2016
Logo avec slogan

## Le réseau

### Lignes de bus
| Ligne | Caractéristiques | Caractéristiques                                                                        | Caractéristiques                                                                        | Caractéristiques                                                                        | Caractéristiques                                                                        | Caractéristiques                                                                        | Caractéristiques                                                                        | Caractéristiques                                                                        | Caractéristiques                                                                        |
| 1     | Arcachon — Gare d'Arcachon ⥋ La Teste-de-Buch — Pôle de Santé | Arcachon — Gare d'Arcachon ⥋ La Teste-de-Buch — Pôle de Santé                           | Arcachon — Gare d'Arcachon ⥋ La Teste-de-Buch — Pôle de Santé                           | Arcachon — Gare d'Arcachon ⥋ La Teste-de-Buch — Pôle de Santé                           | Arcachon — Gare d'Arcachon ⥋ La Teste-de-Buch — Pôle de Santé                           | Arcachon — Gare d'Arcachon ⥋ La Teste-de-Buch — Pôle de Santé                           | Arcachon — Gare d'Arcachon ⥋ La Teste-de-Buch — Pôle de Santé                           | Arcachon — Gare d'Arcachon ⥋ La Teste-de-Buch — Pôle de Santé                           | Arcachon — Gare d'Arcachon ⥋ La Teste-de-Buch — Pôle de Santé                           |
| ----- | --- | --------------------------------------------------------------------------------------- | --------------------------------------------------------------------------------------- | --------------------------------------------------------------------------------------- | --------------------------------------------------------------------------------------- | --------------------------------------------------------------------------------------- | --------------------------------------------------------------------------------------- | --------------------------------------------------------------------------------------- | --------------------------------------------------------------------------------------- |
| 1     | Ouverture / Fermeture 4 juillet 2022 / — | Longueur —                                                                              | Durée 32 min                                                                            | Nb. d’arrêts 28                                                                         | Matériel Standards Midibus                                                              | Jours de fonctionnement L, Ma, Me, J, V, S                                              | Jour / Soir / Nuit / Fêtes O / O / N / N                                                | Voy. / an —                                                                             | Exploitant Transdev Urbain Bassin d'Arcachon                                            |
| 1     | Desserte : - Villes et lieux desservis : Arcachon (Gare d'Arcachon, Place de Verdun, Grands Chênes), La Teste-de-Buch (Camicas, Prés Tremblants, Centre Commercial Lagrua, Avenue de Verdun, Église, Place Jean Hameau, Gare de La Teste, Commissariat, Carnot, Rue Lody, Gaston de Foix, Saint-Exupéry, Marzac, Résidence Jean Hameau / France Travail, Loude, Les Miquelots Centre Commercial, Jean Fleury, Bassin Formation - Jolibois, Joule, Avenue Vulcain, Pôle Fiduciaire / Centre de Publipostage, Océanides Centre Commercial, Parc des Expositions, Pôle Économique de la COBAS, Pôle de Santé) - Gare(s) desservie(s) : Gare d'Arcachon, Gare de La Teste |                                                                                         |                                                                                         |                                                                                         |                                                                                         |                                                                                         |                                                                                         |                                                                                         |                                                                                         |
| 1     | Autre : - Arrêts non accessibles aux UFR : — - Particularités : - Date de dernière mise à jour : 29 octobre 2022. |                                                                                         |                                                                                         |                                                                                         |                                                                                         |                                                                                         |                                                                                         |                                                                                         |                                                                                         |
| 1     | Dernière actualisation : — |                                                                                         |                                                                                         |                                                                                         |                                                                                         |                                                                                         |                                                                                         |                                                                                         |                                                                                         |
| 2     | Arcachon — Gare d'Arcachon ⥋ La Teste-de-Buch — Pôle de Santé | Arcachon — Gare d'Arcachon ⥋ La Teste-de-Buch — Pôle de Santé                           | Arcachon — Gare d'Arcachon ⥋ La Teste-de-Buch — Pôle de Santé                           | Arcachon — Gare d'Arcachon ⥋ La Teste-de-Buch — Pôle de Santé                           | Arcachon — Gare d'Arcachon ⥋ La Teste-de-Buch — Pôle de Santé                           | Arcachon — Gare d'Arcachon ⥋ La Teste-de-Buch — Pôle de Santé                           | Arcachon — Gare d'Arcachon ⥋ La Teste-de-Buch — Pôle de Santé                           | Arcachon — Gare d'Arcachon ⥋ La Teste-de-Buch — Pôle de Santé                           | Arcachon — Gare d'Arcachon ⥋ La Teste-de-Buch — Pôle de Santé                           |
| 2     | Ouverture / Fermeture 4 juillet 2022 / — | Longueur —                                                                              | Durée 45 min                                                                            | Nb. d’arrêts 35                                                                         | Matériel Standards Midibus                                                              | Jours de fonctionnement L, Ma, Me, J, V, S                                              | Jour / Soir / Nuit / Fêtes O / O / N / N                                                | Voy. / an —                                                                             | Exploitant Transdev Urbain Bassin d'Arcachon                                            |
| 2     | Desserte : - Villes et lieux desservis : Arcachon (Gare d'Arcachon, Place de Verdun, Saint-Dominique, Lycée Saint-Elme, Boulevard Deganne), La Teste-de-Buch (Les Mouettes, Règue Verte, Prés Salés Ouest, Port de la Teste, Dantin, Clairbois), Gujan-Mestras (Gare de La Hume, La Hume Cinéma, Paradis, Meyran La Pergola, La Prairie, Le Mayne, Barail, Gujan La Ruade, Maison de la Culture, Hôtel de Ville, Gare de Gujan-Mestras, Le Moulin, Cimetière du Fin, Gendarmerie, Avenue de Césarée, Actipôle 1, Actipôle 2, Médiathèque Centre Commercial, Lac de la Magdeleine, Casino Gujan, Maison des Associations, Parcs de Loisirs), La Teste-de-Buch (Pôle de Santé) - Gare(s) desservie(s) : Gare d'Arcachon, Gare de La Hume, Gare de Gujan-Mestras |                                                                                         |                                                                                         |                                                                                         |                                                                                         |                                                                                         |                                                                                         |                                                                                         |                                                                                         |
| 2     | Autre : - Arrêts non accessibles aux UFR : — - Particularités : - Date de dernière mise à jour : 29 octobre 2022. |                                                                                         |                                                                                         |                                                                                         |                                                                                         |                                                                                         |                                                                                         |                                                                                         |                                                                                         |
| 2     | Dernière actualisation : — |                                                                                         |                                                                                         |                                                                                         |                                                                                         |                                                                                         |                                                                                         |                                                                                         |                                                                                         |
| 3     | Arcachon — Gare d'Arcachon ⥋ La Teste-de-Buch — Dune du Pilat / Plage de la Salie (été) | Arcachon — Gare d'Arcachon ⥋ La Teste-de-Buch — Dune du Pilat / Plage de la Salie (été) | Arcachon — Gare d'Arcachon ⥋ La Teste-de-Buch — Dune du Pilat / Plage de la Salie (été) | Arcachon — Gare d'Arcachon ⥋ La Teste-de-Buch — Dune du Pilat / Plage de la Salie (été) | Arcachon — Gare d'Arcachon ⥋ La Teste-de-Buch — Dune du Pilat / Plage de la Salie (été) | Arcachon — Gare d'Arcachon ⥋ La Teste-de-Buch — Dune du Pilat / Plage de la Salie (été) | Arcachon — Gare d'Arcachon ⥋ La Teste-de-Buch — Dune du Pilat / Plage de la Salie (été) | Arcachon — Gare d'Arcachon ⥋ La Teste-de-Buch — Dune du Pilat / Plage de la Salie (été) | Arcachon — Gare d'Arcachon ⥋ La Teste-de-Buch — Dune du Pilat / Plage de la Salie (été) |
| 3     | Ouverture / Fermeture 4 juillet 2022 / — | Longueur —                                                                              | Durée 45 min                                                                            | Nb. d’arrêts 31                                                                         | Matériel Standards Midibus                                                              | Jours de fonctionnement L, Ma, Me, J, V, S, D                                           | Jour / Soir / Nuit / Fêtes O / O / N / O                                                | Voy. / an —                                                                             | Exploitant Transdev Urbain Bassin d'Arcachon                                            |
| 3     | Desserte : - Villes et lieux desservis : La Teste-de-Buch (Plage de la Salie, Plage de la Lagune, Plage du Petit Nice, Campings Panorama et Petit Nice, Pyla Camping, Camping des Flots Bleus, Camping de la Forêt, Dune du Pilat, Avenue de Biscarosse, Haïtza, Chapelle Forestière, Les Fauvettes, Marjolaine, Rossignols, Mairie du Pyla, Hortensias, Capeyron), Arcachon (Le Moulleau / La Jetée, Plage des Arbousiers, Théophile Gautier, Place Maydieu, Florida, Avenue des Abatilles, Abatilles, Tennis Fronton, Thalasso, Péreire Plage, Péreire Rond-Point, Basilique Notre-Dame, Rue Baleste Guilhem, Cours Tartas 1, Cours Tartas 2, Parc Mauresque, Gare d'Arcachon) - Gare(s) desservie(s) : Gare d'Arcachon |                                                                                         |                                                                                         |                                                                                         |                                                                                         |                                                                                         |                                                                                         |                                                                                         |                                                                                         |
| 3     | Autre : - Arrêts non accessibles aux UFR : — - Particularités : Les campings et plages océanes sont desservis qu'en été. - Date de dernière mise à jour : 29 octobre 2022. |                                                                                         |                                                                                         |                                                                                         |                                                                                         |                                                                                         |                                                                                         |                                                                                         |                                                                                         |
| 3     | Dernière actualisation : — |                                                                                         |                                                                                         |                                                                                         |                                                                                         |                                                                                         |                                                                                         |                                                                                         |                                                                                         |
| 4     | La Teste-de-Buch — Mairie du Pyla ⥋ La Teste-de-Buch — Pôle de Santé | La Teste-de-Buch — Mairie du Pyla ⥋ La Teste-de-Buch — Pôle de Santé                    | La Teste-de-Buch — Mairie du Pyla ⥋ La Teste-de-Buch — Pôle de Santé                    | La Teste-de-Buch — Mairie du Pyla ⥋ La Teste-de-Buch — Pôle de Santé                    | La Teste-de-Buch — Mairie du Pyla ⥋ La Teste-de-Buch — Pôle de Santé                    | La Teste-de-Buch — Mairie du Pyla ⥋ La Teste-de-Buch — Pôle de Santé                    | La Teste-de-Buch — Mairie du Pyla ⥋ La Teste-de-Buch — Pôle de Santé                    | La Teste-de-Buch — Mairie du Pyla ⥋ La Teste-de-Buch — Pôle de Santé                    | La Teste-de-Buch — Mairie du Pyla ⥋ La Teste-de-Buch — Pôle de Santé                    |
| 4     | Ouverture / Fermeture 4 juillet 2022 / — | Longueur —                                                                              | Durée 41 min                                                                            | Nb. d’arrêts 31                                                                         | Matériel Standards Midibus Minibus                                                      | Jours de fonctionnement L, Ma, Me, J, V, S, D                                           | Jour / Soir / Nuit / Fêtes O / O / N / O                                                | Voy. / an —                                                                             | Exploitant Transdev Urbain Bassin d'Arcachon                                            |
| 4     | Desserte : - Villes et lieux desservis : La Teste-de-Buch (Pôle de Santé, Pôle Économique de la COBAS, Parc des Expositions, Océanides Centre Commercial, Eiffel / Avenue du Parc des Expos, Z.I. du Pays de Buch, Aérodrome, Domaine de la Forge), Gujan-Mestras (Golf Route des Lacs, Parcs de Loisirs, Tennis, Violettes, Muguet, La Hume Cinéma, Gare de La Hume), La Teste-de-Buch (Clairbois, Dantin, Avenue Charles De Gaulle, Commissariat, Gare de La Teste, Place Jean Hameau, Église, Quincarneau, Marché, Lisière du Golf, Boulevard du Pyla, Portes du Pyla, Les Hauts du Pyla, Boulevard Louis Lignon, Mairie du Pyla) - Gare(s) desservie(s) : Gare de La Hume, Gare de La Teste |                                                                                         |                                                                                         |                                                                                         |                                                                                         |                                                                                         |                                                                                         |                                                                                         |                                                                                         |
| 4     | Autre : - Arrêts non accessibles aux UFR : — - Particularités : - Date de dernière mise à jour : 29 octobre 2022. |                                                                                         |                                                                                         |                                                                                         |                                                                                         |                                                                                         |                                                                                         |                                                                                         |                                                                                         |
| 4     | Dernière actualisation : — |                                                                                         |                                                                                         |                                                                                         |                                                                                         |                                                                                         |                                                                                         |                                                                                         |                                                                                         |
| 5     | Arcachon — Gare d'Arcachon ⥋ La Teste-de-Buch — Cazaux Centre / Lac de Cazaux (été) | Arcachon — Gare d'Arcachon ⥋ La Teste-de-Buch — Cazaux Centre / Lac de Cazaux (été)     | Arcachon — Gare d'Arcachon ⥋ La Teste-de-Buch — Cazaux Centre / Lac de Cazaux (été)     | Arcachon — Gare d'Arcachon ⥋ La Teste-de-Buch — Cazaux Centre / Lac de Cazaux (été)     | Arcachon — Gare d'Arcachon ⥋ La Teste-de-Buch — Cazaux Centre / Lac de Cazaux (été)     | Arcachon — Gare d'Arcachon ⥋ La Teste-de-Buch — Cazaux Centre / Lac de Cazaux (été)     | Arcachon — Gare d'Arcachon ⥋ La Teste-de-Buch — Cazaux Centre / Lac de Cazaux (été)     | Arcachon — Gare d'Arcachon ⥋ La Teste-de-Buch — Cazaux Centre / Lac de Cazaux (été)     | Arcachon — Gare d'Arcachon ⥋ La Teste-de-Buch — Cazaux Centre / Lac de Cazaux (été)     |
| 5     | Ouverture / Fermeture 4 juillet 2022 / — | Longueur —                                                                              | Durée 60 min                                                                            | Nb. d’arrêts 40                                                                         | Matériel Midibus                                                                        | Jours de fonctionnement L, Ma, Me, J, V, S                                              | Jour / Soir / Nuit / Fêtes O / O / N / N                                                | Voy. / an —                                                                             | Exploitant Transdev Urbain Bassin d'Arcachon                                            |
| 5     | Desserte : - Villes et lieux desservis : Arcachon (Gare d'Arcachon, Place de Verdun, Grands Chênes), La Teste-de-Buch (Marché, Place Jean Hameau, Commissariat, Gare de La Teste, Rue Lody, Collège Henri Dheurle, École Brémontier, Chambrelent, Avenue Bissérié, Plaine des Sports, Avenue Vulcain, Pôle Fiduciaire / Centre de Publipostage, Océanides Centre Commercial, Eiffel / Avenue du Parc des Expos, Z.I du Pays de Buch, Denis Papin, Le Becquet, Zoo, Jaumard, Cap du Mount, Clés de Cazaux, Edmond Doré, Gervais, B.A. 120, Gemelles, Dufaure, Domaine d'Arguin, Porte Tény, Salle des Fêtes, Cazaux Centre, Le Radar, Le Brouil, Halte Nautique, Plage de Laouga, Lac de Cazaux) - Gare(s) desservie(s) : Gare d'Arcachon, Gare de La Teste |                                                                                         |                                                                                         |                                                                                         |                                                                                         |                                                                                         |                                                                                         |                                                                                         |                                                                                         |
| 5     | Autre : - Arrêts non accessibles aux UFR : — - Particularités : Les arrêts Le Radar, Le Brouil, Halte Nautique, Plage de Laouga et Lac de Cazaux sont desservis qu'en été. - Date de dernière mise à jour : 29 octobre 2022. |                                                                                         |                                                                                         |                                                                                         |                                                                                         |                                                                                         |                                                                                         |                                                                                         |                                                                                         |
| 5     | Dernière actualisation : — |                                                                                         |                                                                                         |                                                                                         |                                                                                         |                                                                                         |                                                                                         |                                                                                         |                                                                                         |
| 6     | La Teste-de-Buch — Pôle de Santé ⥋ Gujan-Mestras — Gare de Gujan-Mestras | La Teste-de-Buch — Pôle de Santé ⥋ Gujan-Mestras — Gare de Gujan-Mestras                | La Teste-de-Buch — Pôle de Santé ⥋ Gujan-Mestras — Gare de Gujan-Mestras                | La Teste-de-Buch — Pôle de Santé ⥋ Gujan-Mestras — Gare de Gujan-Mestras                | La Teste-de-Buch — Pôle de Santé ⥋ Gujan-Mestras — Gare de Gujan-Mestras                | La Teste-de-Buch — Pôle de Santé ⥋ Gujan-Mestras — Gare de Gujan-Mestras                | La Teste-de-Buch — Pôle de Santé ⥋ Gujan-Mestras — Gare de Gujan-Mestras                | La Teste-de-Buch — Pôle de Santé ⥋ Gujan-Mestras — Gare de Gujan-Mestras                | La Teste-de-Buch — Pôle de Santé ⥋ Gujan-Mestras — Gare de Gujan-Mestras                |
| 6     | Ouverture / Fermeture 4 juillet 2022 / — | Longueur —                                                                              | Durée 42 min                                                                            | Nb. d’arrêts 33                                                                         | Matériel Standards Midibus                                                              | Jours de fonctionnement L, Ma, Me, J, V, S                                              | Jour / Soir / Nuit / Fêtes O / O / N / N                                                | Voy. / an —                                                                             | Exploitant Transdev Urbain Bassin d'Arcachon                                            |
| 6     | Desserte : - Villes et lieux desservis : La Teste-de-Buch (Pôle de Santé), Gujan-Mestras (Parcs de Loisirs, Tennis, Chante-Claire, L'Arousiney, Rond-Point de Baquelle, Bichoque, Avenue de Césarée, Médiathèque Centre Commercial, Mansart, Bosquet des Cigales, La Berle, Collège / Complexe Sportif, Maison de l'Enfance, Chante Cigale, Genêts), Le Teich (Mission, Bécasses, Burgat, Collège du Teich, Boulange, Jeangard, Gare du Teich, Mairie du Teich, Ker Helen), Gujan-Mestras (Bireboussaou, Haurat, Liberté, Place de la Claire, Mestras La Chapelle, Le Moulin, Hôtel de Ville, Gare de Gujan-Mestras) - Gare(s) desservie(s) : Gare du Teich, Gare de Gujan-Mestras |                                                                                         |                                                                                         |                                                                                         |                                                                                         |                                                                                         |                                                                                         |                                                                                         |                                                                                         |
| 6     | Autre : - Arrêts non accessibles aux UFR : — - Particularités : - Date de dernière mise à jour : 29 octobre 2022. |                                                                                         |                                                                                         |                                                                                         |                                                                                         |                                                                                         |                                                                                         |                                                                                         |                                                                                         |
| 6     | Dernière actualisation : — |                                                                                         |                                                                                         |                                                                                         |                                                                                         |                                                                                         |                                                                                         |                                                                                         |                                                                                         |
| 7     | Arcachon — Place des Palmiers ⥋ La Teste-de-Buch — Gare de La Teste | Arcachon — Place des Palmiers ⥋ La Teste-de-Buch — Gare de La Teste                     | Arcachon — Place des Palmiers ⥋ La Teste-de-Buch — Gare de La Teste                     | Arcachon — Place des Palmiers ⥋ La Teste-de-Buch — Gare de La Teste                     | Arcachon — Place des Palmiers ⥋ La Teste-de-Buch — Gare de La Teste                     | Arcachon — Place des Palmiers ⥋ La Teste-de-Buch — Gare de La Teste                     | Arcachon — Place des Palmiers ⥋ La Teste-de-Buch — Gare de La Teste                     | Arcachon — Place des Palmiers ⥋ La Teste-de-Buch — Gare de La Teste                     | Arcachon — Place des Palmiers ⥋ La Teste-de-Buch — Gare de La Teste                     |
| 7     | Ouverture / Fermeture 4 juillet 2022 / — | Longueur —                                                                              | Durée 59 min                                                                            | Nb. d’arrêts 45                                                                         | Matériel Standards Midibus                                                              | Jours de fonctionnement L, Ma, Me, J, V, S, D                                           | Jour / Soir / Nuit / Fêtes O / O / N / O                                                | Voy. / an —                                                                             | Exploitant Transdev Urbain Bassin d'Arcachon                                            |
| 7     | Desserte : - Villes et lieux desservis : Arcachon (Arcachon Place des Palmiers, Lakmé, Maison des Jeunes, Allée Stora, Parc Mauresque Sud, Office de Tourisme MA.AT, Lycée Grand Air / Parc Relais, Vélodrome, Avenue de la Libération, Résidence Règue Verte, Les Mouettes, Stade Matéo Petit, Pointe de l'Aiguillon, Port d'Arcachon, Aiguillon, Boulevard de la Plage, Avenue de la République, Dune Pontac, Plage d'Eyrac, Casino d'Arcachon, Gare d'Arcachon, Place de Verdun, Centre-Ville, Rue Baleste Guilhem, Basilique Notre-Dame, Avenue Rapp / Hennon, Place Brémontier, Cimetière, Camping d'Arcachon, Gouilly, Avenue Maurice Martin, Place Maydieu, Boulevard de la Teste), La Teste-de-Buch (Place Sargos, Boulevard d'Arcachon, Golf d'Arcachon, Boulevard du Pyla, Lisière du Golf, Marché, Quincarneau, Église, Place Jean Hameau, Commissariat, Gare de La Teste) - Gare(s) desservie(s) : Gare d'Arcachon, Gare de La Teste |                                                                                         |                                                                                         |                                                                                         |                                                                                         |                                                                                         |                                                                                         |                                                                                         |                                                                                         |
| 7     | Autre : - Arrêts non accessibles aux UFR : — - Particularités : - Date de dernière mise à jour : 29 octobre 2022. |                                                                                         |                                                                                         |                                                                                         |                                                                                         |                                                                                         |                                                                                         |                                                                                         |                                                                                         |
| 7     | Dernière actualisation : — |                                                                                         |                                                                                         |                                                                                         |                                                                                         |                                                                                         |                                                                                         |                                                                                         |                                                                                         |
| 8     | La Teste-de-Buch — Éco-Quartier ⥋ Gujan-Mestras — Gare de La Hume | La Teste-de-Buch — Éco-Quartier ⥋ Gujan-Mestras — Gare de La Hume                       | La Teste-de-Buch — Éco-Quartier ⥋ Gujan-Mestras — Gare de La Hume                       | La Teste-de-Buch — Éco-Quartier ⥋ Gujan-Mestras — Gare de La Hume                       | La Teste-de-Buch — Éco-Quartier ⥋ Gujan-Mestras — Gare de La Hume                       | La Teste-de-Buch — Éco-Quartier ⥋ Gujan-Mestras — Gare de La Hume                       | La Teste-de-Buch — Éco-Quartier ⥋ Gujan-Mestras — Gare de La Hume                       | La Teste-de-Buch — Éco-Quartier ⥋ Gujan-Mestras — Gare de La Hume                       | La Teste-de-Buch — Éco-Quartier ⥋ Gujan-Mestras — Gare de La Hume                       |
| 8     | Ouverture / Fermeture 4 juillet 2022 / — | Longueur —                                                                              | Durée 35 min                                                                            | Nb. d’arrêts 24                                                                         | Matériel Midibus                                                                        | Jours de fonctionnement L, Ma, Me, J, V, S                                              | Jour / Soir / Nuit / Fêtes O / O / N / N                                                | Voy. / an —                                                                             | Exploitant Transdev Urbain Bassin d'Arcachon                                            |
| 8     | Desserte : - Villes et lieux desservis : La Teste-de-Buch (Éco-Quartier, Boulevard du Pyla, Lisière du Golf, L'Oustalet, Les Pantières, La Séouge, Loude, Résidence Jean Hameau / France Travail, Boulevard de Cazaux, Caillivole, Bassin Formation - Jolibois, Avenue Eiffel, Océanides Centre Commercial, Pôle Fiduciaire / Centre de Publipostage, Avenue Vulcain, Plaine des Sports, Avenue Bissérié, Chambrelent, Pinède du Conteau, Collège Henri Dheurle, CCAS Brameloup, Les Coqs Rouges, Clairbois), Gujan-Mestras (Gare de La Hume) - Gare(s) desservie(s) : Gare de La Hume |                                                                                         |                                                                                         |                                                                                         |                                                                                         |                                                                                         |                                                                                         |                                                                                         |                                                                                         |
| 8     | Autre : - Arrêts non accessibles aux UFR : — - Particularités : - Date de dernière mise à jour : 29 octobre 2022. |                                                                                         |                                                                                         |                                                                                         |                                                                                         |                                                                                         |                                                                                         |                                                                                         |                                                                                         |
| 8     | Dernière actualisation : — |                                                                                         |                                                                                         |                                                                                         |                                                                                         |                                                                                         |                                                                                         |                                                                                         |                                                                                         |
| 9     | Gujan-Mestras — Gare de La Hume ⥋ Gujan-Mestras — Gare de Gujan-Mestras | Gujan-Mestras — Gare de La Hume ⥋ Gujan-Mestras — Gare de Gujan-Mestras                 | Gujan-Mestras — Gare de La Hume ⥋ Gujan-Mestras — Gare de Gujan-Mestras                 | Gujan-Mestras — Gare de La Hume ⥋ Gujan-Mestras — Gare de Gujan-Mestras                 | Gujan-Mestras — Gare de La Hume ⥋ Gujan-Mestras — Gare de Gujan-Mestras                 | Gujan-Mestras — Gare de La Hume ⥋ Gujan-Mestras — Gare de Gujan-Mestras                 | Gujan-Mestras — Gare de La Hume ⥋ Gujan-Mestras — Gare de Gujan-Mestras                 | Gujan-Mestras — Gare de La Hume ⥋ Gujan-Mestras — Gare de Gujan-Mestras                 | Gujan-Mestras — Gare de La Hume ⥋ Gujan-Mestras — Gare de Gujan-Mestras                 |
| 9     | Ouverture / Fermeture 4 juillet 2022 / — | Longueur —                                                                              | Durée 30 min                                                                            | Nb. d’arrêts 30                                                                         | Matériel Minibus                                                                        | Jours de fonctionnement L, Ma, Me, J, V, S                                              | Jour / Soir / Nuit / Fêtes O / O / N / N                                                | Voy. / an —                                                                             | Exploitant Transdev Urbain Bassin d'Arcachon                                            |
| 9     | Desserte : - Villes et lieux desservis : Gujan-Mestras (Gare de La Hume, La Hume Cinéma, Muguet, Violettes, Chante-Claire, Grands Champs, Le Miou, Caoudey, Neyra, Marachon, Allée de Cazaux, Cimetière du Fin, Paul Bataille, Allée Brémontier, Malpont, Bosquet des Cigales, La Berle, Collège / Complexe Sportif, Chante Cigale, Campes, Colonie, Marne, Marengo, Haurat, Liberté, Place de la Claire, Mestras La Chapelle, Le Moulin, Hôtel de Ville, Gare de Gujan-Mestras) - Gare(s) desservie(s) : Gare de La Hume, Gare de Gujan-Mestras |                                                                                         |                                                                                         |                                                                                         |                                                                                         |                                                                                         |                                                                                         |                                                                                         |                                                                                         |
| 9     | Autre : - Arrêts non accessibles aux UFR : — - Particularités : - Date de dernière mise à jour : 29 octobre 2022. |                                                                                         |                                                                                         |                                                                                         |                                                                                         |                                                                                         |                                                                                         |                                                                                         |                                                                                         |
| 9     | Dernière actualisation : — |                                                                                         |                                                                                         |                                                                                         |                                                                                         |                                                                                         |                                                                                         |                                                                                         |                                                                                         |
| 10    | Gujan-Mestras — Gare de Gujan / Port de Larros ⥋ Le Teich — Lamothe | Gujan-Mestras — Gare de Gujan / Port de Larros ⥋ Le Teich — Lamothe                     | Gujan-Mestras — Gare de Gujan / Port de Larros ⥋ Le Teich — Lamothe                     | Gujan-Mestras — Gare de Gujan / Port de Larros ⥋ Le Teich — Lamothe                     | Gujan-Mestras — Gare de Gujan / Port de Larros ⥋ Le Teich — Lamothe                     | Gujan-Mestras — Gare de Gujan / Port de Larros ⥋ Le Teich — Lamothe                     | Gujan-Mestras — Gare de Gujan / Port de Larros ⥋ Le Teich — Lamothe                     | Gujan-Mestras — Gare de Gujan / Port de Larros ⥋ Le Teich — Lamothe                     | Gujan-Mestras — Gare de Gujan / Port de Larros ⥋ Le Teich — Lamothe                     |
| 10    | Ouverture / Fermeture 4 juillet 2022 / — | Longueur —                                                                              | Durée 39 min                                                                            | Nb. d’arrêts 25                                                                         | Matériel Minibus                                                                        | Jours de fonctionnement L, Ma, Me, J, V, S                                              | Jour / Soir / Nuit / Fêtes O / O / N / N                                                | Voy. / an —                                                                             | Exploitant Transdev Urbain Bassin d'Arcachon                                            |
| 10    | Desserte : - Villes et lieux desservis : Gujan-Mestras (Gare de Gujan / Port de Larros, Port du Canal, Lycée de la Mer, Marengo, Marne, Lespurgeres), Le Teich (Ancelyns, Rue du Moulin, Burgat, Collège du Teich, Technoparc, Française, Les Pins, Jeangard, Petite Forêt, Poissonniers, Camps, Gare du Teich, Mairie du Teich, Marots, Nezer, Lamothe, Lavoir, Balanos) - Gare(s) desservie(s) : Gare de Gujan-Mestras, Gare du Teich |                                                                                         |                                                                                         |                                                                                         |                                                                                         |                                                                                         |                                                                                         |                                                                                         |                                                                                         |
| 10    | Autre : - Arrêts non accessibles aux UFR : — - Particularités : - Date de dernière mise à jour : 29 octobre 2022. |                                                                                         |                                                                                         |                                                                                         |                                                                                         |                                                                                         |                                                                                         |                                                                                         |                                                                                         |
| 10    | Dernière actualisation : — |                                                                                         |                                                                                         |                                                                                         |                                                                                         |                                                                                         |                                                                                         |                                                                                         |                                                                                         |

### Lignes express
| Ligne | Caractéristiques | Caractéristiques                                      | Caractéristiques                                      | Caractéristiques                                      | Caractéristiques                                      | Caractéristiques                                      | Caractéristiques                                      | Caractéristiques                                      | Caractéristiques                                      |
| 100   | Arcachon — Gare d'Arcachon ⥋ Le Teich — Gare du Teich | Arcachon — Gare d'Arcachon ⥋ Le Teich — Gare du Teich | Arcachon — Gare d'Arcachon ⥋ Le Teich — Gare du Teich | Arcachon — Gare d'Arcachon ⥋ Le Teich — Gare du Teich | Arcachon — Gare d'Arcachon ⥋ Le Teich — Gare du Teich | Arcachon — Gare d'Arcachon ⥋ Le Teich — Gare du Teich | Arcachon — Gare d'Arcachon ⥋ Le Teich — Gare du Teich | Arcachon — Gare d'Arcachon ⥋ Le Teich — Gare du Teich | Arcachon — Gare d'Arcachon ⥋ Le Teich — Gare du Teich |
| ----- | --- | ----------------------------------------------------- | ----------------------------------------------------- | ----------------------------------------------------- | ----------------------------------------------------- | ----------------------------------------------------- | ----------------------------------------------------- | ----------------------------------------------------- | ----------------------------------------------------- |
| 100   | Ouverture / Fermeture 4 juillet 2022 / — | Longueur —                                            | Durée 49 min                                          | Nb. d’arrêts 13                                       | Matériel Midibus                                      | Jours de fonctionnement L, Ma, Me, J, V, S, D         | Jour / Soir / Nuit / Fêtes O / O / N / O              | Voy. / an —                                           | Exploitant Transdev Urbain Bassin d'Arcachon          |
| 100   | Desserte : - Villes et lieux desservis : Arcachon (Gare d'Arcachon, Lycée Saint-Elme, Lycée Grand Air / Parc Relais), La Teste-de-Buch (Marché, Hameau de la Dune, Les Miquelots Centre Commercial, Jean Fleury), Gujan-Mestras (Bassin Formation - Jolibois, Océanides Centre Commercial, Parcs de Loisirs, Maison des Associations, Médiathèque Centre Commercial), Le Teich (Technoparc, Gare du Teich, Lycée de la Mer) - Gare(s) desservie(s) : Gare d'Arcachon, Gare du Teich |                                                       |                                                       |                                                       |                                                       |                                                       |                                                       |                                                       |                                                       |
| 100   | Autre : - Arrêts non accessibles aux UFR : — - Particularités : - Date de dernière mise à jour : 29 octobre 2022. |                                                       |                                                       |                                                       |                                                       |                                                       |                                                       |                                                       |                                                       |
| 100   | Dernière actualisation : — |                                                       |                                                       |                                                       |                                                       |                                                       |                                                       |                                                       |                                                       |

### Lignes du dimanche
| Ligne | Caractéristiques | Caractéristiques                                              | Caractéristiques                                              | Caractéristiques                                              | Caractéristiques                                              | Caractéristiques                                              | Caractéristiques                                              | Caractéristiques                                              | Caractéristiques                                              |
| D1    | Arcachon — Capeyron ⥋ Le Teich — Port du Teich | Arcachon — Capeyron ⥋ Le Teich — Port du Teich                | Arcachon — Capeyron ⥋ Le Teich — Port du Teich                | Arcachon — Capeyron ⥋ Le Teich — Port du Teich                | Arcachon — Capeyron ⥋ Le Teich — Port du Teich                | Arcachon — Capeyron ⥋ Le Teich — Port du Teich                | Arcachon — Capeyron ⥋ Le Teich — Port du Teich                | Arcachon — Capeyron ⥋ Le Teich — Port du Teich                | Arcachon — Capeyron ⥋ Le Teich — Port du Teich                |
| ----- | --- | ------------------------------------------------------------- | ------------------------------------------------------------- | ------------------------------------------------------------- | ------------------------------------------------------------- | ------------------------------------------------------------- | ------------------------------------------------------------- | ------------------------------------------------------------- | ------------------------------------------------------------- |
| D1    | Ouverture / Fermeture 4 juillet 2022 / — | Longueur —                                                    | Durée 69 min                                                  | Nb. d’arrêts 41                                               | Matériel Midibus                                              | Jours de fonctionnement D                                     | Jour / Soir / Nuit / Fêtes O / O / N / O                      | Voy. / an —                                                   | Exploitant Transdev Urbain Bassin d'Arcachon                  |
| D1    | Desserte : - Villes et lieux desservis : Arcachon (Capeyron), La Teste-de-Buch (Hortensias, Mairie du Pyla, Rossignols, Marjolaine, Les Fauvettes, Chapelle Forestière, Haïtza, Avenue de Biscarosse, Dune du Pilat, Hameau de la Dune, Les Miquelots Centre Commercial, Jean Fleury, Bassin Formation - Jolibois, Joule, Avenue Vulcain, Pôle Fiduciaire / Centre de Publipostage, Océanides Centre Commercial, Parc des Expositions, Pôle Économique de la COBAS, Pôle de Santé), Gujan-Mestras (Parcs de Loisirs, Maison des Associations, Casino, Lac de la Magdeleine, Médiathèque Centre Commercial, Avenue de Césarée, Gendarmerie, Cimetière du Fin, Hôtel de Ville, Gare de Gujan, Le Moulin, Mestras La Chapelle, Place de la Claire, Liberté, Haurat, Bireboussaou), Le Teich (Ker Helen, Mairie du Teich, Gare du Teich, Port du Teich) - Gare(s) desservie(s) : Gare de Gujan-Mestras, Gare du Teich |                                                               |                                                               |                                                               |                                                               |                                                               |                                                               |                                                               |                                                               |
| D1    | Autre : - Arrêts non accessibles aux UFR : — - Particularités : - Date de dernière mise à jour : 29 octobre 2022. |                                                               |                                                               |                                                               |                                                               |                                                               |                                                               |                                                               |                                                               |
| D1    | Dernière actualisation : — |                                                               |                                                               |                                                               |                                                               |                                                               |                                                               |                                                               |                                                               |
| D2    | Arcachon — Gare d'Arcachon ⥋ La Teste-de-Buch — Cazaux Centre | Arcachon — Gare d'Arcachon ⥋ La Teste-de-Buch — Cazaux Centre | Arcachon — Gare d'Arcachon ⥋ La Teste-de-Buch — Cazaux Centre | Arcachon — Gare d'Arcachon ⥋ La Teste-de-Buch — Cazaux Centre | Arcachon — Gare d'Arcachon ⥋ La Teste-de-Buch — Cazaux Centre | Arcachon — Gare d'Arcachon ⥋ La Teste-de-Buch — Cazaux Centre | Arcachon — Gare d'Arcachon ⥋ La Teste-de-Buch — Cazaux Centre | Arcachon — Gare d'Arcachon ⥋ La Teste-de-Buch — Cazaux Centre | Arcachon — Gare d'Arcachon ⥋ La Teste-de-Buch — Cazaux Centre |
| D2    | Ouverture / Fermeture 4 juillet 2022 / — | Longueur —                                                    | Durée 80 min                                                  | Nb. d’arrêts 59                                               | Matériel Midibus                                              | Jours de fonctionnement D                                     | Jour / Soir / Nuit / Fêtes O / O / N / O                      | Voy. / an —                                                   | Exploitant Transdev Urbain Bassin d'Arcachon                  |
| D2    | Desserte : - Villes et lieux desservis : Arcachon (Gare d'Arcachon, Casino d'Arcachon, Plage d'Eyrac, Boulevard de la Plage, Aiguillon, Port d'Arcachon, Pointe de l'Aiguillon, Stade Matéo Petit, Les Mouettes), La Teste-de-Buch (Camicas, Prés Tremblants, Centre Commercial Lagrua, Avenue de Verdun, Église, Place Jean Hameau, Commissariat, Gare de La Teste, Carnot, Rue Lody, Gaston de Foix, Saint-Exupéry, Marzac, Résidence Jean Hameau / France Travail, Loude, Les Miquelots Centre Commercial, Jean Fleury, Bassin Formation - Jolibois, Joule, Avenue Vulcain, Pôle Fiduciaire / Centre de Publipostage, Océanides Centre Commercial, Parc des Expositions, Pôle Économique de la COBAS, Pôle de Santé, Eiffel / Avenue du Parc des Expos, Z.I. du Pays de Buch, Denis Papin, Le Becquet, Zoo, Jaumard, Cap du Mount, Clés de Cazaux, Edmond Doré, Gervais, B.A. 120, Gemelles, Dufaure, Domaine d'Arguin, Porte Tény, Salle des Fêtes, Cazaux Centre, Le Radar, Le Brouil, Halte Nautique, Plage de Laouga, Lac de Cazaux) - Gare(s) desservie(s) : Gare d'Arcachon, Gare de La Teste |                                                               |                                                               |                                                               |                                                               |                                                               |                                                               |                                                               |                                                               |
| D2    | Autre : - Arrêts non accessibles aux UFR : — - Particularités : - Date de dernière mise à jour : 29 octobre 2022. |                                                               |                                                               |                                                               |                                                               |                                                               |                                                               |                                                               |                                                               |
| D2    | Dernière actualisation : — |                                                               |                                                               |                                                               |                                                               |                                                               |                                                               |                                                               |                                                               |

### Se déplacer sur le bassin
- Les TER Nouvelle-Aquitaine desservent les gares du bassin entre Arcachon et Le Teich. La tarification Baïa est acceptée à bord de ces trains.
- Le réseau régional de transports de Nouvelle-Aquitaine dessert l'agglomération avec la ligne 14 et la ligne estivale 46*
- 20 itinéraires cyclables sont proposés sur l'ensemble de la COBAS. Des stations de gonflages sont également disponibles ainsi que des box sécurisés aux gares SNCF.

## Tarification
Divers tarifs sont proposés aux usagers en fonction de la fréquentation des services, des revenus, etc.
Les titres de transports du réseau permettent d'utiliser les lignes, le transport à la demande (TAD) ainsi que les trains du réseau TER Aquitaine entre les gares d'Arcachon, de La Teste-de-Buch, de La Hume, de Gujan-Mestras et du Teich.

## État du parc

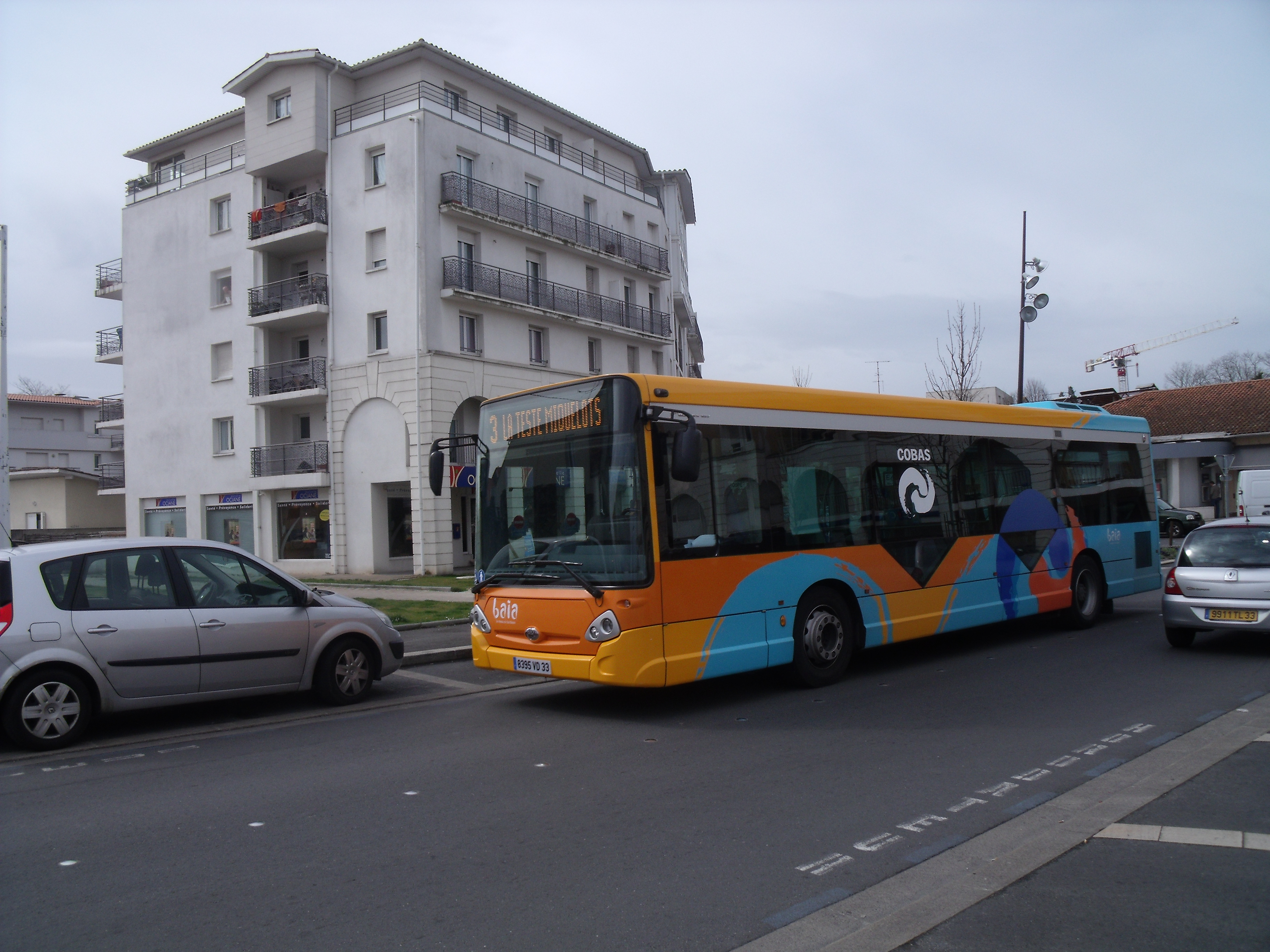
Un bus de la ligne 3, place Jean Hameau à La Teste-de-Buch.

État de parc au 10 Juin 2023
| Modèles                                   | Numéros                             | Années       | Affectations | Propriétaire                                           |
| ----------------------------------------- | ----------------------------------- | ------------ | ------------ | ------------------------------------------------------ |
| Standards (9)                             |                                     |              |              |                                                        |
| 3 Heuliez GX 337                          | 9504, 9505, 9506                    | 2015         | 1 3 4        | COBAS                                                  |
| 1 Iveco Bus Urbanway 12                   | 9600                                | 2014         | 1 3 4        | COBAS                                                  |
| 3 Heuliez GX 327                          | 9500, 9501, 9502                    | 2007 et 2012 | 1 3 4        | COBAS                                                  |
| Midibus (8)                               |                                     |              |              |                                                        |
| 2 Mercedes-Benz Citaro K C2               | 9564, 9565, 9566                    | 2022-2023    |              | COBAS                                                  |
| 2 Heuliez GX 137 L                        | 9561, 9562                          | 2015         | 2 4 5 7 8    | COBAS                                                  |
| 1 Heuliez GX 127                          | 9522                                | 2010         | 2 5 7 8      | COBAS                                                  |
| 2 Heuliez GX 127 L                        | 9520, 9521                          | 2008         | 2 4 5 7 8    | COBAS                                                  |
| Minibus (22)                              |                                     |              |              |                                                        |
| 2 Mercedes-Benz Sprinter City 75          | 8285, 8286                          | 2021         |              | COBAS                                                  |
| 7 Fiat Ducato City21                      | 8268, 8269, 8271 à 8277             | 2015         | 5 7 8        | COBAS Les 8268 et 8269 sont des véhicules de location. |
| 2 Peugeot Boxer II                        | 8305, 8306                          | ...          |              | COBAS                                                  |
| 5 Renault Trafic II                       | 8301 à 8304                         | 2006         |              | COBAS                                                  |
| 1 Vehixel Cytios 30                       | 8263 (immatriculation : CN-426-HP)  | ...          |              | Transdev                                               |
| 1 Vehixel Cytios 3/23                     | 0755                                | 2008         |              | Transdev                                               |
| 1 Citroën Jumper I                        | aucun (immatriculation : DE-286-VL) | ...          |              | Transdev                                               |
| 2 Mercedes-Benz Sprinter Dietrich City 23 | 8278 et 8279                        | 2017         | 5 7 8        | COBAS                                                  |

Véhicules réformés
- 1 Heuliez GX 107 no 9510 réformé en 2012 ;
- 6 Gépébus Oréos 22E nos 3320 à 3326 réformés en mars 2015.